# Karosa B 932

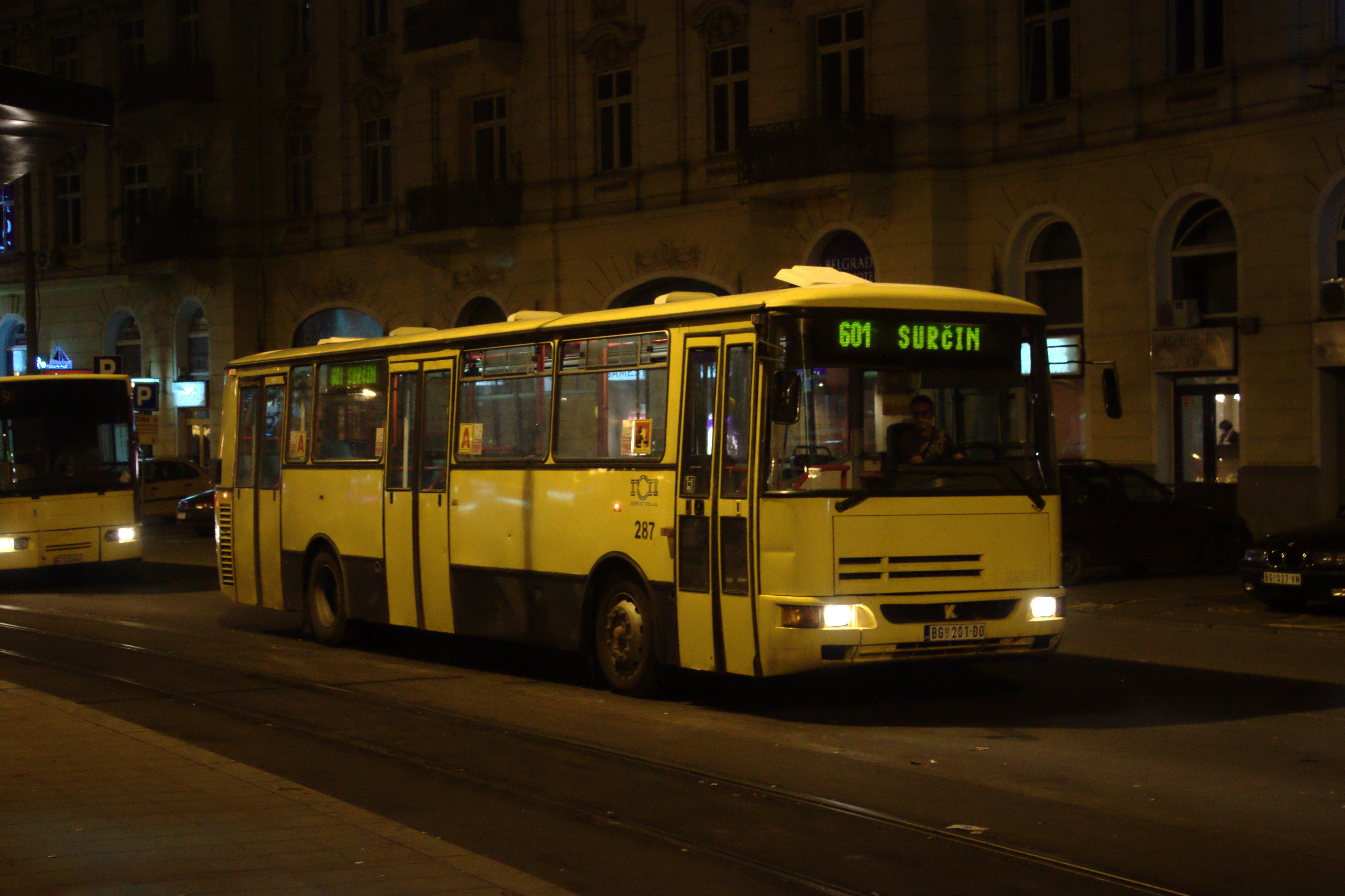
Karosa B 932 Belgrád, Szerbia

A Karosa B 932 a Karosa Állami vállalat által 1996 és 2002 között gyártott cseh városi autóbusz, a Karosa B 931 városi busz utódja. 1999-től gyártott modernizált változatait B 932E jelzéssel látták el. Utódja a Karosa B 952 városi autóbusz.

## Műszaki adatok
A Karosa B 932 a Karosa 900 sorozat modellje. A B 932 a Karosa B 931 városi buszból származik. A karosszéria félig önhordó vázszerkezettel és motorral a hátsó részen kézi sebességváltóval. Csak a hátsó tengely van meghajtva. Az első tengely független, a hátsó tengely szilárd. Minden tengely légrugós felfüggesztésre van felszerelve. A jobb oldalon három ajtó van (az első keskenyebb, mint a középső ajtók). A belső oldalon műanyag Vogelsitze ülések vannak. A vezetőfülkét elkülönítették a jármű többi részétől üveges válaszfallal. A középső részben van egy babakocsik illetve kerekesszékesek számára kialakított helyiség.